# طراحی صدا

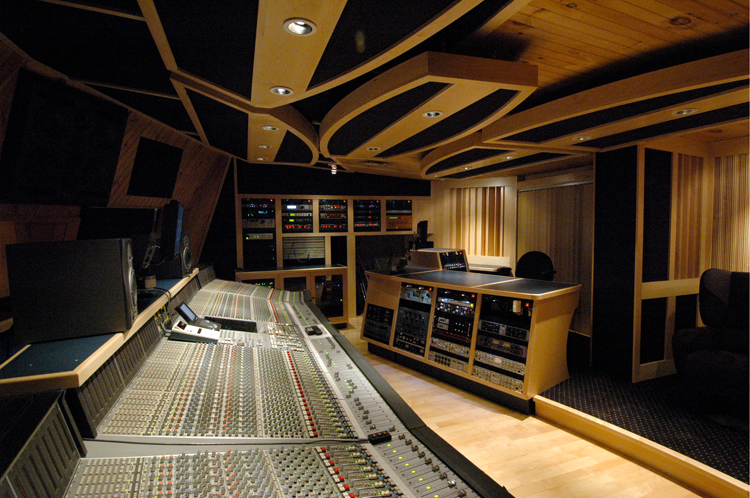
یک اتاق کنترل دیجیتال مدرن در استودیویی در سال ۲۰۱۰

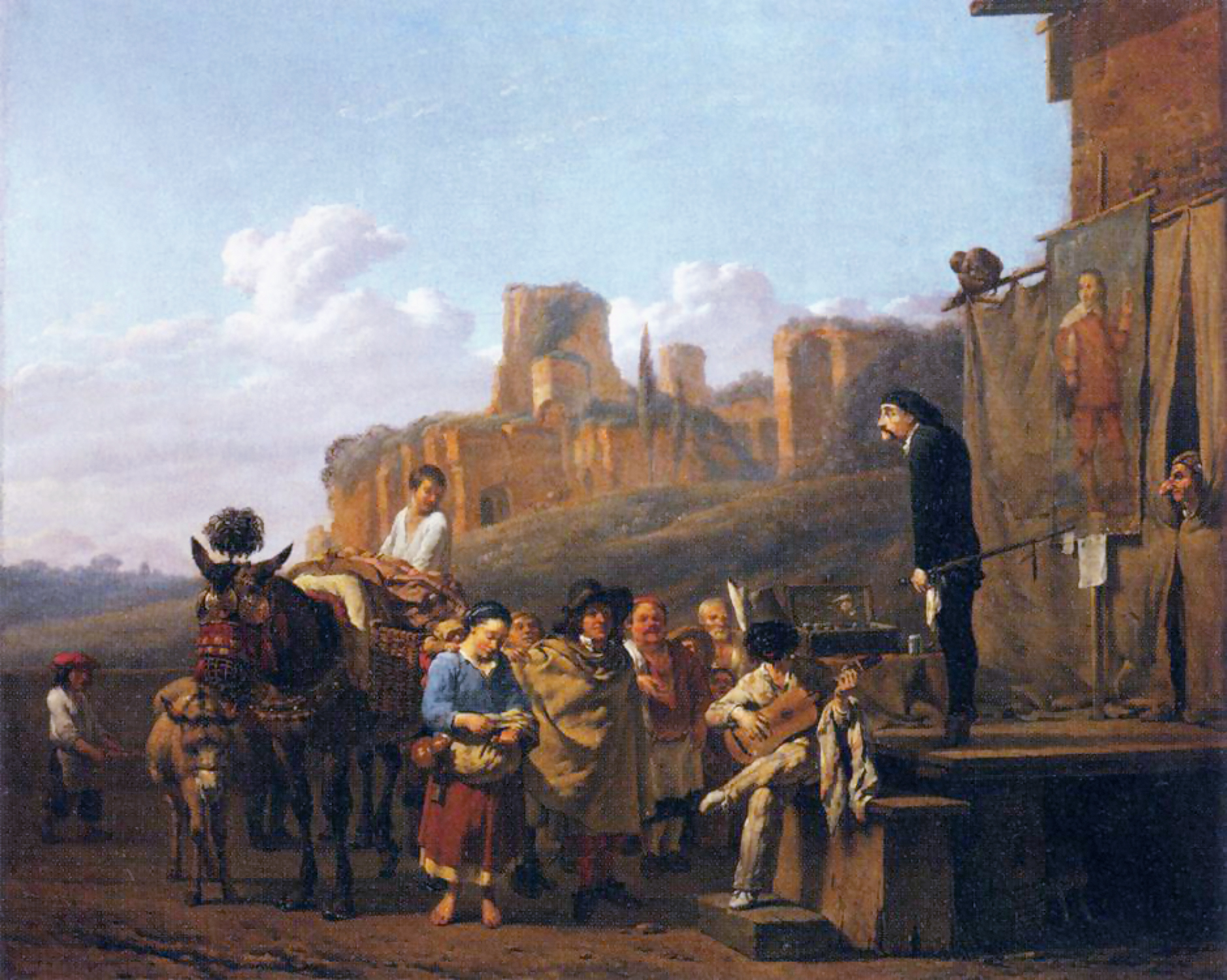
نمایش کمدیا دل‌آرته اثر کارل دوجاردین در سال ۱۶۵۷

طراحی صدا (به انگلیسی: Sound design)‏ فرایند مشخص کردن، تهیه، تغییر یا تولید عناصر صوتی است که در رشته‌های گوناگونی مانند فیلم‌سازی،تولید برنامه تلویزیونی، تئاتر، ضبط و نشر آواها، کنسرت موسیقی، هنر صدا، پس‌تولید، رادیو و بازی ویدئویی و توسعه نرم‌افزار استفاده می‌شود.
طراحی صدا اغلب شامل تغییر صداهای پیش‌تر تهیه شده یا ضبط شده مانند جلوه‌های صوتی و گفتگو است. در برخی موارد ممکن است شامل تهیه یا دستکاری صداها برای ایجاد اثر مورد نظر نیز بشود. «طراح صدا» هنرمندی است که کار طراحی صدا را انجام می‌دهد.
در فیلمسازی، طراح صدا می‌تواند در مسیر تولید فیلم، با شروع از مطالعه فیلمنامه تا مرحله‌های انتهایی ساخت فیلم، پیش برود و دربارهٔ چگونگی تولید یک صدا یا اینکه چه صدایی برای هر صحنه لازم است، نظر دهد. او ممکن است از پیش، صداهای لازم برای هر بخش از فیلم را اعلام کند. همچنین از صداهای ضبط شده هنگام فیلمبرداری استفاده می‌کند، یا ممکن است با توجه به رویدادهای فیلم، صداهای لازم را با صداهای آرشیوی یا اصواتی که خود تولید کرده‌است تهیه کند. صداها با توجه به صحنه و ریتم آن، انتخاب، تدوین و هماهنگ و سینکرونایز می‌شوند.

## جایزه‌ها
برخی از جایزه‌هایی که برای طراحی صدا در نظر گرفته شده‌اند عبارتند از:
- Dora Mavor Moore Awards
- Drama Desk Awards
- Helen Hayes Awards
- Obie Awards
- Joseph Jefferson Awards